# 이카리정
이카리정(五十里町)은 니가타현 사도군에 설치되었던 정이다. 현재의 사도시에 해당한다.